# Roata de Jos
Roata de Jos es una comuna ubicada en el distrito de Giurgiu, Rumania.

## Superficie
Cuenta con una superficie de 82,85 kilómetros cuadrados.

## Demografía
Hasta 2021 la población era de 7691 habitantes, con una densidad de población de 92,83 habitantes por kilómetro cuadrado.